# Luca Avallone
Luca Avallone (Milano, 27 gennaio 1990) è un attore italiano.
È noto in televisione per aver interpretato tra il 2013 e il 2015 il ruolo di "Leo degli Elfi" nella Melevisione e nel 2014 "Riccardo Raimondi" in Un'altra vita.

## Biografia
Inizia la sua carriera nella Melevisione nei panni del principe "Leo degli Elfi". Lo ritroviamo in prima serata su Rai 1 nella fiction Un’altra vita diretto da Cinzia TH Torrini, ambientata a Ponza. Al teatro, tra i lavori più importanti c’è Coriolano vincitore del premio Attilio Corsini presso il teatro Vittoria di Roma. Nell’ambito cinematografico, il 2018 lo vede sul grande schermo in Hannah, film italofrancese con Charlotte Rampling e diretto da Andrea Pallaoro eTutti i soldi del mondo di Ridley Scott. Sarà protagonista del film Le grida del silenzio di Alessandra Sasha Carlesi.
È inoltre l’interprete di "Paolo Bianchi" ne Il paradiso delle signore in onda su Rai 1.

## Filmografia

### Cinema
- 2017: Hannah regia di Andrea Pallaoro
- 2018: Un fiore perEnne regia di Tonino Abballe & Erika Marconi
- 2018: Tutti i soldi del mondo regia di Ridley Scott
- 2018: Le grida del silenzio regia di Alessandra Sasha Carlesi
- 2020: Quarantena live regia di Giuseppe Aquino

### Televisione
- 2013 - 2015: Melevisione (Rai Yoyo) Ruolo: Leo degli Elfi
- 2014: Un’altra vita (Raiuno) regia di Cinzia TH Torrini
- 2018 – in produzione: Il paradiso delle signore (Raiuno)

## Teatro
- Uomini Di Tortuga di Jason Wells (2019)